# Kradljivci krzna
Kradljivci krzna je epizoda serijala Veliki Blek obјavljena u Lunov magnus stripu #1034. Sveska je u Srbiji objavljena 18. juna 2024. Koštala je 370 dinara (3,14 €, 3,6 $). Epizoda je imala 96 strana. Izdavač јe bio Golkonda iz Beograda. Tiraž ove sveske bio je 3.000 primeraka. Secanrio je napisao Svetozar Obradović, a crtež su uradili Sibin Slavković, Branko Plavšić i Bane Kerac.

## Kratak sadržaj
Blek, Profesori, i Rodi dolaze kod trapera Red Rubija. Red se žali kako grupa razbojnika obilazi ostale trapere i primorava ih da im prodaju svoje kože. Baš u tom trenutku ta grupa nailazi, ali nakon što dobiju lekciju od Bleka, odlaze. Iste noći, grupa predvođena engleskim oficirom vraća se i spaljuje Rubijevu kolibu do temelja. Traperi i Indijanci su preplašeni i više niko ne želi slobodno trgovati krznom. Blek počinje da istražuje slučaj da bi pronašao zašto Englezi to rade. Uskoro saznaje da engleskim oficirima rukovodi maskirana osoba.

## Album sa samolepljivim sličicama
Epizoda je prethodno objavljena kao album sa samolepljivim sličicama 1986. godine. Tiraž je bio oko 200.000 primeraka.